# Noć
Noć je razdoblje vremena između zalaska sunca i svitanja tijekom kojeg se ne vidi sunčeva svjetlost. Suprotnost od noći je dan. Trajanje noći ovisi o brojnim čimbenicima kao što su godišnje doba, geografska širina, geografska dužina i vremenska zona.
Uvijek je na jednoj strani Zemlje dan, a na drugoj noć. Tijekom noći osvjetljenje pruža mjesečina, Zodijačka svjetlost, drugi planeti te zvijezde. Umjetno osvjetljenje uzrok je svjetlosnom onečišćenju.